# Harpinia truncata
Harpinia truncata is een vlokreeftensoort uit de familie van de Phoxocephalidae. De wetenschappelijke naam van de soort is voor het eerst geldig gepubliceerd in 1891 door Georg Ossian Sars.